# Лилиенфельд (монастырь)
Лилиенфе́льд (нем. Lilienfeld — католический монастырь в австрийском посёлке Лилиенфельд (федеральная земля Нижняя Австрия), к югу от города Санкт-Пёльтен. Аббатство принадлежит ордену цистерцианцев.

## История

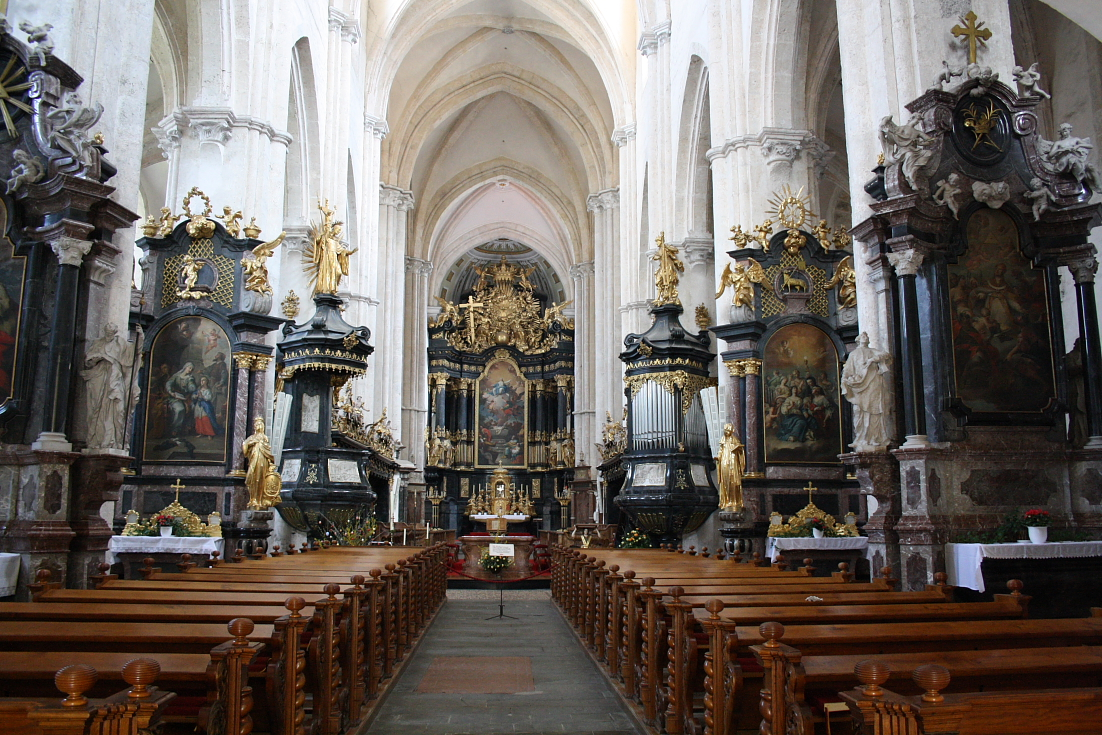
Интерьер церкви

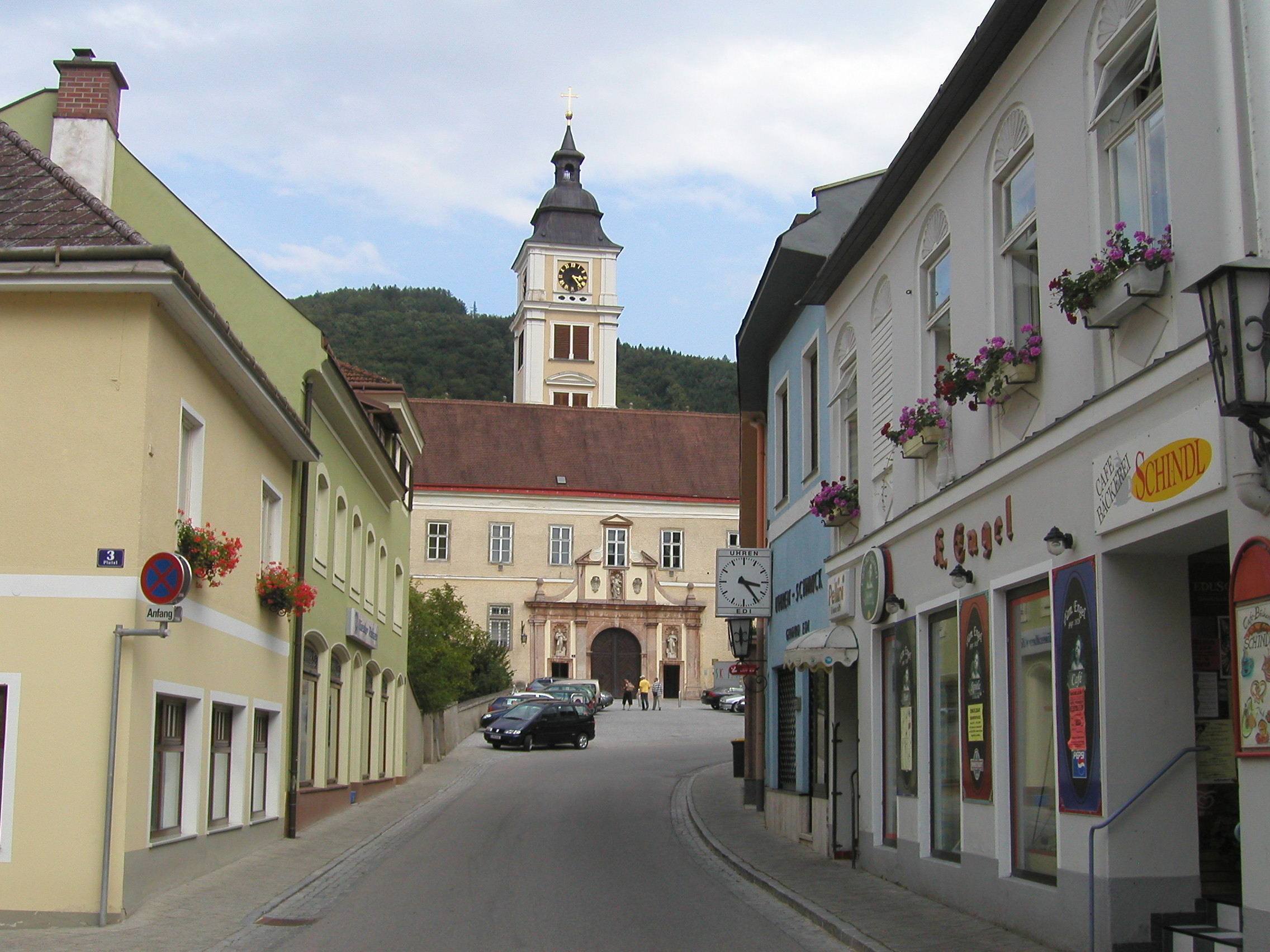
Главный вход в монастырь

Аббатство было основано Леопольдом VI, герцогом Австрии и Штирии, как дочерний монастырь аббатства Хайлигенкройца. В монастырской церкви Леопольд VI был похоронен после смерти. Аббатство лежит на традиционном маршруте паломничества из Вены в Мариацелль, исторически служило паломникам одним из мест приюта. Аббаты Лилиенфельда зачастую служили советниками правителей Австрии, что способствовало развитию монастыря. В XIV веке аббатство было известно, как место изготовления многочисленных богато украшенных рукописей.
Аббат Коллвайс (1650—1695) превратил монастырь в крепость во время австро-турецких войн. После начала осады турецкой армией Вены в 1683 году он разместил в монастыре гарнизон и дал приют большому числу беженцев с занятых турками земель.
В XVII столетии средневековые постройки были перестроены с добавлением барочных элементов, в первой половине XVIII в барочном стиле перестроены колокольня и библиотека, переделан интерьер монастырской церкви.
В 1789 году император Иосиф II закрыл аббатство, но после смерти императора оно было восстановлено. В 1810 году большая часть монастыря разрушена при пожаре, восстановление проводилось под энергичным руководством аббата Ласло (Ладислауса) Пиркера, который стал впоследствии видным церковным деятелем и поэтом.
В 1976 году папа Павел VI даровал церкви аббатства почётный статус малой базилики.

## Настоящее время
Лилиенфельд — действующий монастырь. Братия насчитывает 28 монахов. Монахи Лилиенфельда также обслуживают 19 церковных приходов в окрестностях монастыря. Часть монастыря открыта для посещения.
С начала 80-х годов XX века аббатство Лилиенфельд служит местом проведения «Летней академии Лилиенфельда» (Sommerakademie Lilienfeld), музыкальной академии с мастер-классами известных педагогов.